# Білівська сільська рада (Ізяславський район)
Білі́вська сільська́ ра́да — адміністративно-територіальна одиниця та орган місцевого самоврядування в Ізяславському районі Хмельницької області. Адміністративний центр — село Білеве.

## Загальні відомості
Білівська сільська рада утворена в 1944 році.
- Територія ради: 39,158 км²
- Населення ради: 1 454 особи (станом на 2001 рік)
- Територією ради протікає річка Понорка

## Населені пункти
Сільській раді підпорядковані населені пункти:
- с. Білеве
- с. Кіндратки
- с. Припутні
- с. Припутенка

## Склад ради
Рада складається з 16 депутатів та голови.
- Голова ради: Дідик Іван Іванович
- Секретар ради: Онищук Зоя Володимирівна

### Керівний склад попередніх скликань
| Прізвище, ім'я, по батькові | Основні відомості                                                             | Дата обрання | Дата звільнення |
| --------------------------- | ----------------------------------------------------------------------------- | ------------ | --------------- |
| Дідик Іван Іванович         | Сільський голова, 1957 року народження, освіта середня загальна, безпартійний | 26.03.2006   | 31.10.2010      |
| Дідик Іван Іванович         | Сільський голова, 1957 року народження, освіта середня загальна, безпартійний | 31.10.2010   |                 |

Примітка: таблиця складена за даними сайту Верховної Ради України

### Депутати
За результатами місцевих виборів 2010 року депутатами ради стали:

#### За суб'єктами висування
| Суб'єкт висування           | Кількість обраних депутатів | %    |
| --------------------------- | --------------------------- | ---- |
| Народна партія              | 6                           | 37,5 |
| Самовисування               | 4                           | 25   |
| Партія регіонів             | 3                           | 18,8 |
| Українська Народна Партія   | 2                           | 12,5 |
| Комуністична партія України | 1                           | 6,3  |

#### За округами
| № округу                    | Прізвище, ім'я, по батькові    | Дата визнання обраним | Освіта  | Партійна приналежність            | Відомості про обраного депутата                                   |
| --------------------------- | ------------------------------ | --------------------- | ------- | --------------------------------- | ----------------------------------------------------------------- |
| Комуністична партія України |                                |                       |         |                                   |                                                                   |
| 7                           | Власенко Віталій Володимирович | 05.11.2010            | середня | член Комуністичної партії України | тимчасово не працює                                               |
| Народна Партія              |                                |                       |         |                                   |                                                                   |
| 2                           | Лук'янчук Віктор Олексійович   | 05.11.2010            | середня | позапартійний                     | тимчасово не працює                                               |
| 3                           | Лукашук Аліна Володимирівна    | 05.11.2010            | вища    | позапартійна                      | Білівська загальноосвітня школа, вчитель фізики                   |
| 11                          | Соловйова Ніна Дмитрівна       | 05.11.2010            | середня | член Народної партії              | СТОВ «Слава»                                                      |
| 12                          | Булаєвська Тамара Василівна    | 05.11.2010            | середня | позапартійна                      | тимчасово не працює                                               |
| 13                          | Пахарчук Сергій Іванович       | 05.11.2010            | середня | позапартійний                     | приватний підприємець                                             |
| 15                          | Єфремов Олександр Сергійович   | 05.11.2010            | середня | позапартійний                     | тимчасово не працює                                               |
| Партія регіонів             |                                |                       |         |                                   |                                                                   |
| 1                           | Онищук Зоя Миколаївна          | 05.11.2010            | середня | позапартійна                      | Білівська сільська рада, секретар                                 |
| 8                           | Мельник Олександр Ілліч        | 05.11.2010            | середня | позапартійний                     | СТОВ «Україна», бригадир тракторної бригади                       |
| 9                           | Якобчук Лариса Василівна       | 05.11.2010            | середня | позапартійна                      | ПП «Корінець Н. М.», продавець                                    |
| Українська Народна Партія   |                                |                       |         |                                   |                                                                   |
| 5                           | Кравчук Наталія Володимирівна  | 05.11.2010            | вища    | член Української Народної Партії  | Білівська загальноосвітня школа, вчитель образотворчого мистецтва |
| 10                          | Загоруй Юрій Миколайович       | 05.11.2010            | середня | позапартійний                     | СТОВ «Слава», бригадир будівельної бригади                        |
| Самовисування               |                                |                       |         |                                   |                                                                   |
| 4                           | Куца Тетяна Миколаївна         | 05.11.2010            | середня | позапартійна                      | Білівська сільська рада, головний бухгалтер                       |
| 6                           | Ничипорук Сергій Михайлович    | 05.11.2010            | середня | позапартійний                     | тимчасово не працює                                               |
| 14                          | Мельник Любов Миколаївна       | 05.11.2010            | середня | позапартійна                      | Білівська сільська рада, касир                                    |
| 16                          | Колодій Ярослав Іванович       | 05.11.2010            | середня | позапартійний                     | тимчасово не працює                                               |

## Господарська діяльність
Основним видом господарської діяльності населених пунктів сільської ради є сільськогосподарське виробництво. Воно складається з товариств з обмеженою відповідальністю (СТОВ «Україна», СТОВ «Слава») і індивідуальних селянських (фермерських) господарств. Основним видом сільськогосподарської діяльності є вирощування зернових культур і виробництво м'ясо-молочної продукції, допоміжним — вирощування овочевих культур.